# Европейский конгресс этнических религий
Европейский конгресс этнических религий (ECER), до 2010 года известный как Всемирный конгресс этнических религий (WCER) — международное объединение ряда неоязыческих групп, учреждённое на своём первом конгрессе, который проходил с 21 по 23 июня 1998 года в Вильнюсе (Литва).
Своей основной целью ECER ставит сохранение этнических религий, укрепление традиций политеистических религий, пропагандирование религиозной терпимости в Европе и во всём остальном мире. ECER помогает национальным политеистическим организациям преодолевать различные бюрократические барьеры при регистрации и признании со стороны официальных властей отдельных стран. Организация также содействует сотрудничеству между реконструированными неоязыческими религиями и индуизмом.
В 2000 году во Всемирный конгресс этнических религий входил ряд общин из России, в том числе ССО СРВ. В 2010 году на десятом по счёту конгрессе было принято решение переименовать его в Европейский конгресс этнических религий.

## Члены
| Страна         | Религиозная организация                                  | Направление язычества                   | Примечания                  |
| -------------- | -------------------------------------------------------- | --------------------------------------- | --------------------------- |
| Великобритания | Трот                                                     | Германское (англо-саксонское) язычество |                             |
| Германия       | зарегистрированная ассоциация «Эльдаринг»                | Германское (континентальное) язычество  | была членом в 2005-2009 гг. |
| Германия       | зарегистрированная ассоциация «Общество германской веры» | Германское (континентальное) язычество  | вышло                       |
| Греция         | Диипеты                                                  | Греческое язычество                     | вышла                       |
| Греция         | Верховный совет этнических эллинов                       | Греческое язычество                     | один из учредителей         |
| Дания          | Датская ассоциация асатру и ванатру                      | Германское (скандинавское) язычество    |                             |
| Исландия       | Ассоциация Асатру                                        | Германское (скандинавское) язычество    | один из учредителей         |
| Италия         | Языческая федерация                                      | Римское язычество                       | вышла                       |
| Италия         | Римское традиционное движение                            | Римское язычество                       | вышла                       |
| Италия         | Гесперийское общество                                    | Римское язычество                       | вышла                       |
| Латвия         | Диевтуриба                                               | Балтийское язычество                    | один из учредителей         |
| Литва          | Ромува                                                   | Балтийское язычество                    | один из учредителей         |
| Норвегия       | Ассоциация Форн Сидра                                    | Германское (скандинавское) язычество    |                             |
| Польша         | Ассоциация Родной веры                                   | Славянское язычество                    | один из учредителей         |
| Франция        | Группа друидических галлов                               | Кельтское язычество                     | вышло                       |
| Чехия          | «Давны обычей»                                           | Славянское язычество                    |                             |

Учредителями конгресса стали европейские этнические религиозные организации, в то же время конгресс ECER в принципе открыт и для этнических религиозных организаций с других континентов.

## Хронология конгрессов
1. Вильнюс, Литва (21—23 июня 1998)
2. Тельшяй, Литва (16—19 Августа 1999)
3. Брадесия, Литва (9—11 августа 2000)
4. Вильнюс, Литва (12—13 августа 2001)
5. Вильнюс, Литва (12—13 августа 2002)
6. Вильнюс, Литва (7—9 августа 2003)
7. Афины, Греция (4—6 июня 2004)
8. Антверпен, Бельгия (8—10 июня 2005)
9. Джайпур, Индия (5—10 февраля 2006)
10. Рига, Юрмала, Сигулда — Латвия (19—21 июня 2007)
11. Jędrzychowice, Польша (2008)
12. Нагпур, Индия (2009)
13. Болонья, Италия (2010)
14. Оденсе, Дания (2012)
15. Прага, Чехия (2013)
16. Вильнюс, Литва (2014)